# ルイ・シロン
ルイ・アレクサンドル・シロン（Louis Alexandre Chiron, 1899年8月3日 - 1979年6月22日）は、モナコ・モンテカルロ出身のレーシングドライバー、ラリードライバー。
19世紀の生まれであり、フィリップ・エタンセラン、ルイジ・ファジオーリと並び自動車の誕生や成長とそっくりそのまま年齢が重なる、モータースポーツの歴史の証人とも言える人物である。

## 経歴

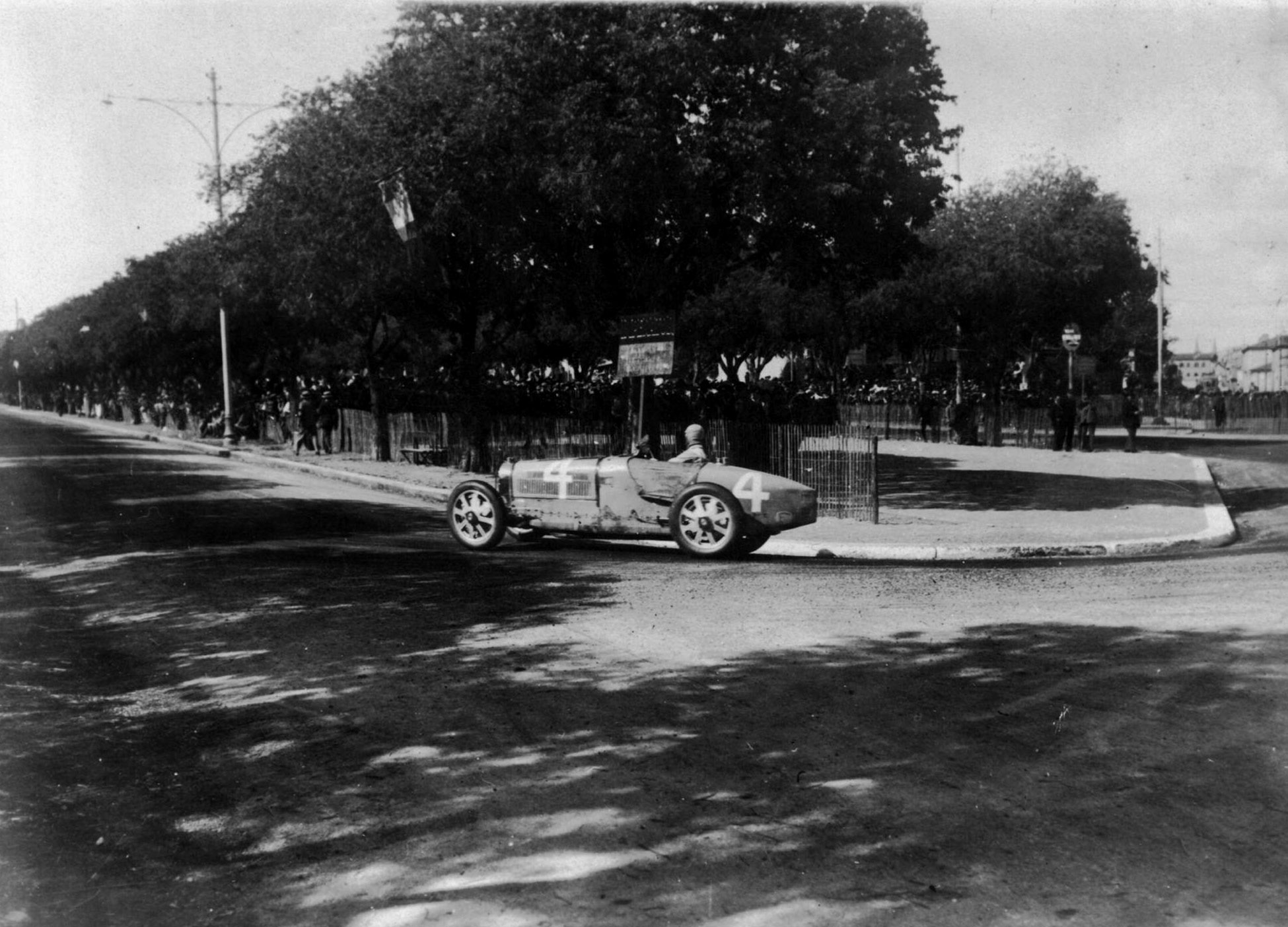
シロンが駆るブガッティ・タイプ51（1932年フランスグランプリ）

シロンは1899年、モナコのホテル経営者の子として生まれ、第一次世界大戦で兵役に就いた際に、フェルディナン・フォッシュ元帥の運転手として運転を学んだのをきっかけで自動車に興味を持つようになり、1923年、ニース近郊のヒルクライムで活躍し始めるとスイス人実業家であるアルフレッド・ホフマンの支援を得て、1926年には最初の地元のレースで優勝する。

### ブガッティ入りから第二次大戦
その後ブガッティワークス入りを果たすとめきめきと頭角を現し5年間で10勝を挙げ、ブガッティタイプ35B (Bugatti Type 35) でエースドライバーへと成長した。1929年にはインディ500にドラージュを駆り出場7位へと食い込むと、1931年の第3回モナコグランプリではブガッティ・タイプ51 (Bugatti Type 51) で強豪を下し念願の地元優勝を遂げる。
1933年にはルイジ・キネッティと共にスパ・フランコルシャン24時間レースに出場し、アルファロメオ・8C-2300 (Alfa Romeo 8C 2300) を駆り優勝。その後エンツォ・フェラーリ率いるアルファロメオで活躍。期待に応えるも1934年フランスグランプリをP3で勝利する。しかし、メルセデス・ベンツとアウトウニオン（現：アウディ）率いるドイツ勢が優勢となると1936年メルセデス・ベンツ陣営に加わる。この年のW25Kの不調によりドイツグランプリで事故により重傷を負うまでの3年間で5勝を挙げる。1937年、1938年スポーツカーレースによるタルボで1勝し、その後に引退。そして世界は第二次世界大戦へ突入し、グランプリは中止される。

### 第二次大戦からモンテカルロ2冠と晩年
復帰した第二次大戦後、タルボ・ラーゴ(Talbot-Lago)での1947年フランスグランプリ、1949年GP・ド・フランス優勝など往年の勢いを感じさせる活躍を見せたものの、「ゲシュタポ」発言などで晩年を汚した感も否めなくない。
その後のF1・ワールドチャンピオンシップにもマセラティから参戦し、1950年モナコグランプリで3位となり最後の表彰台で飾った。1951年はスイスグランプリのみマセラティでそれ以降はタルボから参戦したがノーポイントに終わる。
それから1年置いた1953年自らオスカでフランスとイタリアにスポット参戦するも低迷な成績に終わった。この頃からの体力の衰えからかスポット参戦のみなり、そしてチェッカーフラッグを振るなどの仕事が多くなると、1954年はF1には参戦せず、ランチア・アウレリアGTでラリー・モンテカルロ総合優勝を飾った。
このモンテカルロで行われているラリーとグランプリ共の異種カテゴリにおける2冠という功績とレーニエ大公からの希望もあって1955年はランチアからD50を駆ってのモナコだけのスポット参戦となった。だが10歳年下とはいえピークを過ぎた45歳のルイジ・ヴィッロレージに遅れを取る結果となり、6位でフィニッシュとなった。しかしシロンはこのレースで55歳9ヶ月というF1史上最高齢完走記録を達成した。1956年には後の名プライベーターであるスクーデリア・チェントロから参戦。そして1958年はついに予選落ちとなってしまった。
F1最高齢の58歳で引退。そして前述の功績によりレーニエ大公からモナコグランプリ及びラリー・モンテカルロ競技長「クラーク・オブ・ザ・コース」のポストを仰せつかった。1979年6月22日没（79歳）。
これだけの偉業を成し遂げたモナコ人のF1ドライバーはおらず（というよりモナコ人のF1ドライバーが片手で数えられるくらいしかいない）、また地元のグランプリを得意とし、フランスとモナコでは通算6勝をあげていることも彼の力量の高さがうかがえる。その栄光をたたえてモンテカルロ市街地コースのコーナー（タバココーナーとプールサイドシケインの間）には胸像と共に彼の名前が付けられた。21世紀に入り、再興ブガッティによるスペシャリティコンセプトカーに「18/3シロン」(en:Bugatti 18/3 Chiron)の名が冠されたほか、2016年から生産しているハイパーカーに「シロン」と彼の名が付けられた。

## 関連
ルドルフ・カラツィオラ -1933年に「スクーデリアCC」を結成し共にGP参戦をする親友であるが、この年のモナコGPでカラツィオラによる予選中の事故による負傷からの復帰を公私ともに支え合った仲でもある。

## レース戦績

### 主なキャリアにおける勝利
- ベルギーグランプリ : 1回 (1930)
- チェコスロバキア・グランプリ : 3回 (1931,1932,1933)
- フランスグランプリ : 5回 (1931,1934,1937,1947,1949)
- ドイツグランプリ : 1回 (1929)
- イタリアグランプリ : 1回 (1928)
- スペイングランプリ : 3回 (1928,1929,1933)
- モナコグランプリ : 1回 (1931)
- モロッコグランプリ : 1回 (1934)
- グランプリ・デュ・コマンジュ（英語版） : 1回 (1947)
- グランプリ・デュ・マルセイユ : 1回 (1933)
- グランプリ・デュ・ニース : 1回 (1932)
- スパ24時間レース : 1回 (1933)
- ローマグランプリ（英語版） : 1回 (1928)
- グランプリ・デュ・ラ・マルヌ（英語版） : 1回 (1928)
- モンテカルロ・ラリー : 1回 (1954)

### ヨーロッパ選手権
| 年     | エントラント                         | シャシー                   | エンジン               | 1       | 2       | 3       | 4       | 5       | 6   | 7       | EDC  | ポイント |
| ------ | ------------------------------------ | -------------------------- | ---------------------- | ------- | ------- | ------- | ------- | ------- | --- | ------- | ---- | -------- |
| 1931年 | オートモビル・エットーレ・ブガッティ | ブガッティ・T51 （英語版） | ブガッティ 2.3 L8      | ITA Ret | FRA 1   | BEL Ret |         |         |     |         | 6位  | 13       |
| 1932年 | オートモビル・エットーレ・ブガッティ | ブガッティ・T54 （英語版） | ブガッティ 5.0 L8      | ITA Ret |         |         |         |         |     |         | 5位  | 17       |
| 1932年 | オートモビル・エットーレ・ブガッティ | ブガッティ・T51 （英語版） | ブガッティ 2.3 L8      |         | FRA 4   | GER Ret |         |         |     |         | 5位  | 17       |
| 1935年 | スクーデリア・フェラーリ             | アルファロメオ・Tipo B/P3  | アルファロメオ 2.9 L8  | MON 5   |         |         |         |         |     |         | 10位 | 40       |
| 1935年 | スクーデリア・フェラーリ             | アルファロメオ・Tipo B/P3  | アルファロメオ 3.2 L8  |         | FRA Ret | BEL 3   | GER Ret | SUI Ret | ITA | ESP Ret | 10位 | 40       |
| 1936年 | ダイムラー・ベンツ AG                | メルセデス・W25K           | メルセデス ME25 4.7 L8 | MON Ret | GER Ret | SUI     | ITA     |         |     |         | 18位 | 28       |

- 太字はポールポジション、斜字はファステストラップ。(key)

### グランド・ゼプルーヴ（第二次世界大戦後）
| 年     | エントラント                 | シャシー                       | エンジン               | 1       | 2       | 3       | 4       | 5   |
| ------ | ---------------------------- | ------------------------------ | ---------------------- | ------- | ------- | ------- | ------- | --- |
| 1947年 | エキュリー・オート・スポール | マセラティ・4CL                | マセラティ 4CL 1.5 L4s | SUI 13  |         |         |         |     |
| 1947年 | エキュリー・フランス         | タルボ・ラーゴ MC              | タルボ 4.5 L6          |         | BEL Ret |         | FRA 1   |     |
| 1947年 | エンリコ・プラテ （英語版）  | マセラティ・4CL                | マセラティ 4CL 1.5 L4s |         |         | ITA Ret |         |     |
| 1948年 | エキュリー・フランス         | タルボ・ラーゴ MC              | タルボ 4.5 L6          | MON 2   | SUI 6   | FRA 9   | ITA Ret |     |
| 1949年 | エキュリー・フランス         | タルボ・ラーゴ T26C （英語版） | タルボ 23CV 4.5 L6     | GBR Ret | BEL     | SUI     | FRA 1   | ITA |

- 太字はポールポジション、斜字はファステストラップ。(key)

### フォーミュラ1
| 年     | エントラント                      | シャシー        | エンジン                | 1       | 2       | 3       | 4     | 5       | 6       | 7       | 8       | 9      | 10  | 11  | WDC  | ポイント |
| ------ | --------------------------------- | --------------- | ----------------------- | ------- | ------- | ------- | ----- | ------- | ------- | ------- | ------- | ------ | --- | --- | ---- | -------- |
| 1950年 | マセラティ                        | 4CLT/48         | マセラティ 4CLT 1.5 L4s | GBR Ret | MON 3   | 500     | SUI 9 | BEL     | FRA Ret | ITA Ret |         |        |     |     | 10位 | 4        |
| 1951年 | エンリコ・プラテ （英語版）       | 4CLT/48         | マセラティ 4CLT 1.5 L4s | SUI 7   | 500     |         |       |         |         |         |         |        |     |     | NC   | 0        |
| 1951年 | エキュリー・ロジエ （英語版）     | T26C （英語版） | タルボ 23CV 4.5 L6      |         |         | BEL Ret | FRA 6 | GBR Ret | GER Ret | ITA Ret | ESP Ret |        |     |     | NC   | 0        |
| 1953年 | ルイ・シロン                      | 20              | オスカ 2000 2.0 L6      | ARG     | 500     | NED     | BEL   | FRA 15  | GBR DNS | GER     | SUI DNS | ITA 10 |     |     | NC   | 0        |
| 1955年 | ランチア                          | D50             | ランチア DS50 2.5 V8    | ARG     | MON 6   | 500     | BEL   | NED     | GBR     | ITA     |         |        |     |     | NC   | 0        |
| 1956年 | セントロ・スッド （英語版）       | 250F （英語版） | マセラティ 250F1 2.5 L6 | ARG     | MON DNS | 500     | BEL   | FRA     | GBR     | GER     | ITA     |        |     |     | NC   | 0        |
| 1958年 | アンドレ・テスツー （マセラティ） | 250F （英語版） | マセラティ 250F1 2.5 L6 | ARG     | MON DNQ | NED     | 500   | BEL     | FRA     | GBR     | GER     | POR    | ITA | MOR | NC   | 0        |

- 太字はポールポジション、斜字はファステストラップ。(key)

### インディアナポリス500
| 年                | 車番     | スタート | 予選速度 | ランク   | フィニッシュ | 周回数 | ラップリード | リタイア |
| ----------------- | -------- | -------- | -------- | -------- | ------------ | ------ | ------------ | -------- |
| 1929年 （英語版） | 6        | 14       | 107.351  | 26       | 7            | 200    | 0            | 完走     |
| トータル          | トータル | トータル | トータル | トータル | トータル     | 200    | 0            |          |

| スタート     | 0 |
| ポール       | 0 |
| フロントロー | 0 |
| 優勝         | 0 |
| トップ5      | 0 |
| トップ10     | 1 |
| リタイア     | 0 |

### ル・マン24時間レース
| 年     | チーム                         | コ・ドライバー                       | 車両                                         | クラス | 周回数 | 総合 順位 | クラス 順位 |
| ------ | ------------------------------ | ------------------------------------ | -------------------------------------------- | ------ | ------ | --------- | ----------- |
| 1928年 | -                              | シリル・ドゥ・ヴェレ                 | クライスラー・シックス Series 72 （英語版）  | 5.0    | 66     | DSQ       | DSQ         |
| 1929年 | C.T.ウェイマン（英語版）       | エドゥアール・ブリッソン             | スタッツ・DV32 （英語版）                    | 8.0    | 65     | DNF       | DNF         |
| 1931年 | エキップ・ブガッティ           | アキーレ・ヴァルツィ                 | ブガッティ・Type 50S （英語版）              | 5.0    | 24     | DNF       | DNF         |
| 1932年 | ギー・ブーリヤ                 | ギー・ブーリヤ                       | ブガッティ・Type 55 （英語版）               | 3.0    | 23     | DNF       | DNF         |
| 1933年 | L.シロン                       | フランコ・コルテーゼ                 | アルファロメオ・8C 2300MM                    | 3.0    | 177    | DNF       | DNF         |
| 1937年 | ルイージ・キネッティ（英語版） | ルイージ・キネッティ（英語版）       | タルボ・T150C                                | 5.0    | 7      | DNF       | DNF         |
| 1938年 | エキュリー・ブルー             | ルネ・ドレフュス（英語版）           | ドライエ・145                                | 5.0    | 21     | DNF       | DNF         |
| 1951年 | ルイージ・キネッティ（英語版） | ピエール・ルイ＝ドレフュス（英語版） | フェラーリ・340 America Barchetta （英語版） | S 5.0  | 29     | DSQ       | DSQ         |
| 1953年 | スクーデリア・ランチア         | ロバート・マンソン（英語版）         | ランチア・D20                                | S 8.0  | 174    | DNF       | DNF         |